# Indranie Chandarpal
Indranie Chandarpal (nascida em 1951) é uma política guianense que representa o Partido Progressista do Povo (PPP) como membro do Parlamento desde 1992. Ela ocupou o cargo de Secretária Geral da Organização Progressista das Mulheres desde 1983. De 2001 a 2003, atuou como presidente da Comissão Interamericana de Mulheres.
Indranie Dhanraj nasceu em 1951 em Haslington, Guiana. Quando ela tinha 18 anos, Chandarpal se juntou à Progressive Youth Organization (PYO) e aos 20 anos estava envolvida tanto no movimento das mulheres quanto na política. Em 1972, ela foi contratada como recepcionista na Freedom House e foi recomendada ao secretário de Educação que Indra fosse estudar no exterior. Ela estudou ciência política e completou um curso de três meses em jornalismo. De volta à Guiana, trabalhou na livraria do PPP.
Em 1973, ela foi espancada por membros do partido da oposição do Congresso Nacional do Povo (PNC) quando ela e outros membros do PYO tentaram impedir os membros do PNC de realizar uma reunião pública em Enmore. Após a briga, ela foi presa e encarcerada por uma semana.[2] Dhanraj casou-se com Navindranauth Omanand Chandarpal em 1975 e mais tarde tiveram dois filhos: Rabindranauth e Gitanjali.
Em 1983, Chandarpal tornou-se Secretária Geral da Organização Progressista das Mulheres e de 1985 a 1989, ela atuou como representante da Guiana na Associação Caribenha de Pesquisa e Ação Feminista. Foi eleita deputada em 1992 e foi eleita Presidente da Comissão Interamericana de Mulheres em 2000, servindo de 2001 a 2003. Entre 1992 e 2001, ela serviu como membro do gabinete como Ministra de Serviços Humanos e Previdência Social. Em 1996, Chandarpal apresentou o Projeto de Lei de Violência Doméstica,que foi aprovado em 31 de dezembro de 1996.
1. 1 2 3  «Tribute to a dear friend and comrade». Guyana Chronicle (em inglês). Consultado em 18 de outubro de 2022
2. ↑  «INDRANIE CHANDARPAL- A woman who passionately believes in equality». Guyana Chronicle (em inglês). Consultado em 18 de outubro de 2022
3. ↑  parliament.gov.gy https://parliament.gov.gy/about-parliament/parliamentarian/indranie-chandarpal/. Consultado em 18 de outubro de 2022 Em falta ou vazio |título= (ajuda)
4. ↑  www.guyanaundersiege.com http://www.guyanaundersiege.com/Women/indrachanderpal.htm. Consultado em 18 de outubro de 2022 Em falta ou vazio |título= (ajuda)
5. ↑  OAS (1 de agosto de 2009). «OAS - Organization of American States: Democracy for peace, security, and development». www.oas.org (em inglês). Consultado em 18 de outubro de 2022
6. ↑  jroland (28 de julho de 2009). «Initial Signatories to the Global Action Plan». www.ndi.org (em inglês). Consultado em 18 de outubro de 2022
7. 1 2  Adams, Kirstine; Byrnes, Andrew (1999). Gender Equality and the Judiciary: Using International Human Rights Standards to Promote the Human Rights of Women and the Girl-child at the National Level : Papers and Statements from the Caribbean Regional Judicial Colloquium, Georgetown, Guyana, 14-17 April 1997 (em inglês). [S.l.]: Commonwealth Secretariat
8. ↑  «What causes apparently normal persons to be violent?». www.landofsixpeoples.com. Consultado em 18 de outubro de 2022